# Regula lui Hückel

Benzenul, una dintre cele mai întâlnite hidrocarburi aromatică, are conforma regulii lui Hückel 6 (4n + 2, unde n = 1) electroni delocalizați.

În chimia organică, cu ajutorul regulii lui Hückel se poate estima dacă o moleculă plană poate avea caracter aromatic. Prin mecanica cuantică, folosind teoria orbitalilor moleculari, Erich Hückel în 1931 arată că structurile de tip polienic ce conțin un număr de 4n + 2 electroni pi (n = 0, 1, 2) au energie de conjugare mare ceea ce le conferă stabilitate aromatică. Înaintea lui se pare că această regulă de 4n +2 este atribuită lui von Doering (1951).

## Exemple
Cele mai cunoscute specii chimice care respectă regula lui Hückel și au astfel caracter aromatic sunt: anionul ciclopropenil, anionul ciclopentadienil (C
5H–
5),  pirolul (C4H5N), benzenul (C6H6), piridina (C5H5N), cationul piriliu și cationul tropiliu (C
7H+
7).

Anionul ciclopentadienil
Pirolul
Benzenul
Piridina
Cationul piriliu
Cationul tropiliu